# T.I.P.
Albums de Young Buck
Straight Outta Ca$hville
(2004) Buck the World
(2007)
T.I.P. est le deuxième album indépendant de Young Buck, sorti le 11 octobre 2005.
L'album a été enregistré avant que le rappeur signe chez G-Unit Records en 2002 mais n'a publié qu'après son premier album studio, Straight Outta Ca$hville, sorti en 2004. Il s'est classé 2e au Top Independent Albums, 11e au Top R&B/Hip-Hop Albums et 40e au Billboard 200.

## Liste des titres
Tous les titres ont été produits par D. Smoov, à l'exception de Can't Keep Livin', coproduit par Jordan Suecof.
| No  | Titre                                                   | Durée |
| --- | ------------------------------------------------------- | ----- |
| 1.  | Blood in Blood Out (featuring Rizin Sun)                | 3:44  |
| 2.  | Thug in the Club (featuring Bun B et Smoov Jizzel)      | 3:59  |
| 3.  | Caught in the Wind (featuring D-Tay et Rizin Sun)       | 3:41  |
| 4.  | Crime Pays                                              | 4:37  |
| 5.  | Penny Pinching (featuring D-Tay)                        | 4:27  |
| 6.  | All About Money (featuring D-Tay)                       | 4:30  |
| 7.  | All My Life (featuring D-Tay)                           | 3:41  |
| 8.  | Get Your Murder On                                      | 3:21  |
| 9.  | Cant Keep Livin'                                        | 4:10  |
| 10. | Hard Hitters (featuring D-Tay, First Born et Rizin Sun) | 3:56  |
| 11. | Dickie Fits                                             | 3:47  |
| 12. | Purse First (featuring Bun B & First Born)              | 5:08  |
| 13. | Thugged Out (featuring D-Tay)                           | 4:01  |